# Oedothorax sexmaculatus
Oedothorax sexmaculatus är en spindelart som beskrevs av Saito och Ono 200. Oedothorax sexmaculatus ingår i släktet Oedothorax och familjen täckvävarspindlar. Inga underarter finns listade i Catalogue of Life.